# NGC 821
NGC 821 ist eine elliptische Galaxie vom Hubble-Typ E6 im Sternbild Widder auf der Ekliptik. Sie ist schätzungsweise 80 Millionen Lichtjahre von der Milchstraße entfernt und hat einen Durchmesser von etwa 55.000 Lichtjahren.
Das Objekt wurde am 4. September 1786 von Wilhelm Herschel entdeckt.